# صناعیه (فجیره)
صناعیه (در عربی:  الصناعیة ) روستای کوچکی از توابع شهر دبا الفجیره در نوار ساحلی کرانهٔ
دریای عمان از توابع امارت فجیره از امارات هفتگانه دولت امارات متحده عربی واقع شده‌است.
این روستا در روی تپه‌ای ودرپایهٔ زنجیره کوه حجر در منطقه رؤوس الجبال در ته دره‌ای قرار دارد.

## جمعیت
دارای (۲۵ خانوار) و ۱۱۰ نفر جمعیت می‌باشند که از اهل سنت و مالکی مذهب هستند. شغل عمدهٔ مردم روستا کشاورزی و ماهی گیری و تجارت است. بعضی از مردم نیز دام خانه‌ای نیز دارند.
حدود ۵۰۰ اصله نخل خرما در روستا وجود دارد.